# ديفيد سبينس (سياسي)
ديفيد سبينس هو سياسي كندي، ولد في 5 سبتمبر 1824، وتوفي في 16 سبتمبر 1885.